# Perfume de Gardenia (obra de teatro)
Perfume de Gardenia es una obra de teatro escrita por Francisco Oyanguren. La misma relata la historia de Gardenia Peralta, una joven talentosa que es reprimida por su malvada tía Sonia Robles.
Esta obra mexicana es producida por Omar Suárez y cuenta con un elenco multiestelar que reúne estrellas de la época de oro del cine mexicano como María Victoria, Yolanda Montes «Tongolele», Eric del Castillo y actores de la época contemporánea como David Zepeda, además de estar ambientada por la Única Internacional Sonora Santanera.

## Argumento
Victoria Robles  goza de éxito en el "Cabaret Mamboo" hasta que su marido fallece y su hermana Sonia Robles la despoja de sus bienes y el Cabaret.
Años después Victoria queda en el olvido y su hija Gardenia trabaja como mesera junto a su amiga Yolanda bajo las órdenes de su tía Sonia. La nueva estrella Miranda Mour ayuda a Gardenia para que pueda triunfar en el escenario, mientras encuentra el amor en Ricardo Cordero, prometido de la malvada Mercedes, hija de Sonia.

## Elenco
| Personaje                       | Actor             |
| ------------------------------- | ----------------- |
| Gardenia Peralta                | Aracely Arámbula  |
| Ricardo Sánchez Bretón          | David Zepeda      |
| Abundio Sandoval                | Andrés García     |
| Victoria Robles                 | María Victoria    |
| Yolanda                         | Sabine Moussier   |
| Tongolele                       | Tongolele         |
| Sonia Robles                    | Dulce             |
| Miranda Mour                    | Niurka Marcos     |
| Úrsula Mata                     | Mariana Seoane    |
| Mercedes                        | Elizabeth Álvarez |
| Don Alessandro Casteló Berrocal | José Ron          |
| Don Pedrito                     | Alejandro Suárez  |
| Jesús Martínez "Palillo"        | Benito Castro     |
| Doña Marcela Morales de Casteló | Ariadne Díaz      |
| El Oso                          | Latin Lover       |
| Don Lucio Elizondo              | Eric del Castillo |
| Melissa                         | Roxana Martínez   |
| Leonardo Solís                  | Julio Camejo      |
| El policía                      | Kurt Lenk         |

## Musicales
Perfume de Gardenia cuenta con más de 15 números musicales que están a cargo de La Única Internacional Sonora Santanera. Además de bailables de Tongolele y Mariana Seoane.
Por orden de aparición.
| Musical                | Intérprete                           |
| ---------------------- | ------------------------------------ |
| Saca la Botella        | Sonora Santanera                     |
| Tengo Ganas de un Beso | María Victoria                       |
| Santanero              | Mariana Seoane                       |
| Mi Caprichito          | Ofelia Medina                        |
| El ladrón              | Mariana Seoane                       |
| Can Can                | Roxana Martínez                      |
| Diamond                | Roxana Martínez                      |
| Danza Africana         | Tongolele                            |
| Perdoname Vida         | Julio Camejo                         |
| Amor de Cabaret        | Sonora Santanera                     |
| Luces de Nueva York    | Julio Alemán con la Sonora Santanera |
| Perfume de Gardenia    | Sonora Santanera                     |
| Cuidadito              | María Victoria                       |
| La Boa                 | Sonora Santanera                     |

## Premios y nominaciones
| Año  | Gala                | Categoría       | Resultado |
| ---- | ------------------- | --------------- | --------- |
| 2011 | Lunas del Auditorio | Musical teatral | Nominado  |
| 2012 | ACPT                | Musical teatral | Ganador   |

## Discografía
En 2011 sale al mercado el disco Perfume de Gardenia el musical con 17 temas interpretados por cantantes de la obra y la Sonora Santanera y un DVD con 9 videos musicales y un reportaje conducido por la Sonora Santanera
Canciones:
1. La Boa.
2. Perdóname vida con Julio Camejo.
3. Amor de cabaret.
4. El ladrón con Niurka.
5. Perfume de Gardenia.
6. Corazón de acero con Aracely Arámbula.
7. Dos Gardenias.
8. Luces de Nueva York con Julio Alemán.
9. Luces de Nueva York.
10. El nido con Gina Varela.
11. Saca la botella.
12. ¿Quién será? con Aracely Arámbula.
13. Embriagados.
14. Mi caprichito con Julissa.
15. Mi amigocha.
16. Perfume de Gardenia con Alejandro Fernández.
17. Cuidadito con María Victoria.